# Liste der Bodendenkmale in Wietze
In der Liste der Bodendenkmale in Wietze sind alle Bodendenkmale der niedersächsischen Gemeinde Wietze aufgelistet. Die Quelle ist der Denkmalatlas Niedersachsen. Der Stand der Liste ist der 17. Oktober 2024.

## Allgemein
In den Spalten finden sich folgende Informationen des Bodendenkmales :
- Lage        : geographische Koordinaten
- Bezeichnung : Bezeichnung lt. Denkmalatlas
- Beschreibung: Beschreibung lt. Denkmalatlas
- ID          : Objekt-ID
- Bild        : Bild, ggf. zusätzlich mit Link zu weiteren Fotos im Medienarchiv Wikimedia Commons.

## Jeversen

### Jeversen 1
- ID:28927181
- Gruppe von 10 Grabhügeln, Dm. 11 – 20 m, H. 0,6 – 1,3 m.

| Lage                        | Bezeichnung | Beschreibung | ID       | Bild |
| --------------------------- | ----------- | --- | -------- | ---- |
| 52° 39′ 55″ N, 9° 44′ 35″ O | Jeversen 1  | Oval in Nord-Süd-Richtung, Dm. 20 × 15,5 m, H. 1 m. Ränder flach auslaufend.                                                           | 28927052 | BW   |
| 52° 39′ 55″ N, 9° 44′ 37″ O | Jeversen 2  | Rund, Dm. 16 m, H. 1 m. Nach Südwesten flach abfallend.                                                                                | 28927053 | BW   |
| 52° 39′ 56″ N, 9° 44′ 41″ O | Jeversen 3  | Rund, Dm. 12 m, H. 0,7 m. Flach mit auslaufenden Rändern, Nordost-Rand von Straßenböschung angeschnitten.                              | 28927054 | BW   |
| 52° 39′ 55″ N, 9° 44′ 41″ O | Jeversen 4  | Leicht oval in Nordnordost-Südsüdwest-Richtung, Dm. 11,5 × 9 m, H. 0,6 m. Flach mit auslaufenden Rändern.                              | 28927055 | BW   |
| 52° 39′ 54″ N, 9° 44′ 41″ O | Jeversen 5  | Rund, Dm. 13 m, H. 1,2 m. Leichte Mulde und Kaninchenlöcher in der Mitte.                                                              | 28927056 | BW   |
| 52° 39′ 55″ N, 9° 44′ 43″ O | Jeversen 6  | Dm. 12 m, H. 1 m. Nordost-Hälfte durch Straßenböschung abgetragen.                                                                     | 28927057 | BW   |
| 52° 39′ 53″ N, 9° 44′ 43″ O | Jeversen 7  | Rund, Dm. 14 m, H. 1 m; Ränder auslaufend. 2 × 3 m große Eingrabung im Südwest-Rand und zwei große Fuchsbaue in der Mitte.             | 28927058 | BW   |
| 52° 39′ 54″ N, 9° 44′ 45″ O | Jeversen 8  | Ursprünglich rund, Dm. 11,5 m; H. 0,6 m; auslaufende Ränder. Nordöstliches Drittel durch Straßenböschung zerstört.                     | 28927059 | BW   |
| 52° 39′ 53″ N, 9° 44′ 45″ O | Jeversen 9  | Rund, Dm. 12 m, H. 0,9 m. Ränder teilweise durch herausgerissene Baumwurzeln gestört.                                                  | 28927156 | BW   |
| 52° 39′ 53″ N, 9° 44′ 49″ O | Jeversen 10 | Rund. Dm. 13 m, H. 0,9 m; auslaufender Rand. Im Nordosten bis an die Straßenböschung. Im Nordosten und Südwesten leicht angeschnitten. | 28927157 | BW   |

### Jeversen 11
- ID:28927182
- Gruppe von 12 Grabhügeln, Dm. 8 – 20 m, H. 0,4 – 1,8 m.

| Lage                        | Bezeichnung | Beschreibung | ID       | Bild |
| --------------------------- | ----------- | --- | -------- | ---- |
| 52° 39′ 43″ N, 9° 47′ 20″ O | Jeversen 11 | Rund, Dm. 8 m, H. 0,4 m. flach. | 28927158 | BW   |
| 52° 39′ 42″ N, 9° 47′ 19″ O | Jeversen 12 | Rund, Dm. 9 m, H. 0,4 m; flach. | 28927159 | BW   |
| 52° 39′ 43″ N, 9° 47′ 24″ O | Jeversen 13 | Rund, Dm. 20,5 m, H. bis 1,8 m; hoch gewölbt. Im Zentrum Eingrabung von 3 × 3 m Dm. und 0,5 m T. mit aufgeworfenem Wall. Zwei weitere Eingrabungen im Nordost-Teil, jeweils 1 × 1,5 m Dm. und 0,5 m T.; ziemlich verwachsen. | 28927160 | BW   |
| 52° 39′ 43″ N, 9° 47′ 26″ O | Jeversen 14 | Wahrscheinlich ehemals rund, Dm. 20 m, H. 1,2 m. Nördliches Drittel angeschnitten. | 28927161 | BW   |
| 52° 39′ 42″ N, 9° 47′ 28″ O | Jeversen 15 | Rund, Dm. 9 m, H. 0,5 m. | 28927162 | BW   |
| 52° 39′ 40″ N, 9° 47′ 26″ O | Jeversen 16 | Rund, Dm. 15 m, H. 0,8 m; Ränder flach auslaufend. Leichte Oberflächenstörungen durch herausgerissene Baumwurzeln. | 28927163 | BW   |
| 52° 39′ 40″ N, 9° 47′ 22″ O | Jeversen 17 | Rund, Dm. 18 m H. 1,4 m; hoch gewölbt. Zwei 2 × 2 m große Abgrabungen im Süd-Teil. | 28927165 | BW   |
| 52° 39′ 39″ N, 9° 47′ 18″ O | Jeversen 18 | Rund, Dm. 20 m, H. 1,3 m. Deutlich abgesetzt. Im Nordost-Teil eine Mulde. | 28927164 | BW   |
| 52° 39′ 38″ N, 9° 47′ 20″ O | Jeversen 19 | Rund, Dm. 15 m, H. 1,1 m. | 28927166 | BW   |
| 52° 39′ 38″ N, 9° 47′ 21″ O | Jeversen 20 | Rund, Dm. ca. 12 m, H, ca. 1,2 m; hoch gewölbt. Im Südosten stößt ein Stubbenwall an. | 28927167 | BW   |
| 52° 39′ 39″ N, 9° 47′ 23″ O | Jeversen 21 | Rund, Dm. 12 m, H. 1,2 m. Schwach abgesetzter, z.T. auslaufender Rand. | 28927168 | BW   |
| 52° 39′ 37″ N, 9° 47′ 23″ O | Jeversen 22 | Rund, Dm. 14 m, H. noch 0,6 m. Überpflügt und dadurch abgeflacht. | 28927169 | BW   |